# W de la Verge
W de la Verge (W Virginis) és el nom d'un estel variable en la constel·lació de la Verge que es troba a més de 11.000 anys llum del Sistema Solar. Va ser descoberta per l'astrònom Eduard Schönfeld en 1866.
W de la Verge és un estel gegant groc pulsant i l'arquetip d'un tipus d'estels anomenats cefeides de Població II o variables W Virginis. Les capes exteriors de l'atmosfera de W de la Verge s'expandeixen i contreuen en un període de 17,2736 dies, període que s'ha anat allargant al llarg dels últims 100 anys d'observació. La pulsació provoca una variació de 1,2 magnituds en la seva lluentor, ja que augmenta la seva grandària al doble durant el cicle.
Igual que unes altres cefeides, les variables W Virginis també mostren una relació directa entre el seu període de variació i la seva lluminositat, però la relació és diferent a les cefeides clàssiques, tals com δ Cephei o Mekbuda (ζ Geminorum). W de la Verge, màxim exponent del tipus de variables que porta el seu nom, és un estel més petit que les cefeides clàssiques —es pensa que la seva massa pot ser menor que la del Sol— i, com a estel de Població II, una de les més velles de la Via Làctia.